# الانتخابات التشريعية الإسرائيلية المقبلة
من المقرر إجراء الانتخابات التشريعية في إسرائيل بحلول 27 أكتوبر 2026 لانتخاب 120 عضوًا للكنيست السادس والعشرين.

## خلفية
بعد أن فقدت الحكومة السادسة والثلاثون أغلبيتها، تم الدعوة إلى انتخابات مبكرة في عام 2022. وقد أسفرت عن حصول كتلة نتنياهو على الأغلبية، وتم التفاوض بنجاح على حكومة بين الليكود، وعوتسما يهوديت، ونعوم، والحزب الصهيوني الديني، ويهودية التوراة المتحدة وشاس. وأدى الائتلاف اليمين الدستورية في 29 ديسمبر 2022.
مع هذه الحكومة الجديدة، عاد بنيامين نتنياهو إلى رئاسة الوزراء، بعد أن كان خارج منصبه منذ فوز الكتلة المناهضة لنتنياهو بالأغلبية في انتخابات 2021 وتشكيل حكومة بدون حزب الليكود بزعامة نتنياهو.
انضم خمسة أعضاء من حزب الوحدة الوطنية (بيني غانتس، وغادي آيزنكوت، وجدعون ساعر، وهيلي تروبر، ويفعات شاشا بيتون) إلى حكومة طوارئ في وقت الحرب في أكتوبر 2023 بعد اندلاع الحرب بين إسرائيل وحماس. كما انضم غانتس وآيزنكوت إلى مجلس الوزراء الإسرائيلي للحرب. أعلن ساعر في 25 مارس 2024 أن حزب الأمل الجديد استقال من الحكومة. غادر غانتس وبقية حزب الوحدة الوطنية الحكومة في 9 يونيو. أعلن حزب أوتزما يهوديت في 19 يناير أنه سيترك الحكومة لأن الحكومة وافقت على اتفاق وقف إطلاق النار مع غزة. دخلت الاستقالات حيز التنفيذ بعد يومين.

## النظام الانتخابي
يتم انتخاب 120 مقعدًا في الكنيست عن طريق التمثيل النسبي للقوائم المغلقة في دائرة انتخابية وطنية واحدة. الحد الانتخابي المطلوب للانتخاب هو 3.25٪.
يمكن لحزبين التوقيع على اتفاقية تصويت فائض تسمح لهما بالتنافس على المقاعد المتبقية كما لو كانا يترشحان معًا في نفس القائمة. تفضل طريقة بادر-أوفر القوائم الأكبر قليلاً، مما يعني أن التحالفات أكثر عرضة لتلقي المقاعد المتبقية من الأحزاب بشكل فردي. إذا حصل التحالف على مقاعد متبقية، يتم تطبيق حساب بادر-أوفر بشكل خاص، لتحديد كيفية تقسيم المقاعد بين القائمتين المتحالفتين.

## الموعد
وفقًا للفقرتين 8 و9 من القانون الأساسي شبه الدستوري الإسرائيلي: الكنيست، يتم عادةً الدعوة إلى إجراء انتخابات بعد حوالي 4 سنوات من الانتخابات السابقة، في يوم الثلاثاء الأول أو الثالث من شهر شيشفان العبري، اعتمادًا على ما إذا كان العام السابق سنة كبيسة يهودية أم لا. يمكن إجراء الانتخابات في وقت سابق إذا سقطت الحكومة وتم حل الكنيست، أو في وقت لاحق إذا تم تمديد فترة الكنيست بأغلبية ساحقة من الأصوات.
ومن المقرر إجراء الانتخابات المقبلة في موعد أقصاه 27 أكتوبر/تشرين الأول 2026. وفي أواخر فبراير/شباط 2024، اقترح يوآف كراكوفسكي، الصحفي والمراسل الإذاعي الإسرائيلي، خلال نسخة من برنامج مجلة مساء الجمعة لهيئة الإذاعة العامة الإسرائيلية أن الانتخابات ستُعقد في يناير/كانون الثاني أو فبراير/شباط 2025.
بعد الهجوم الذي قادته حماس على إسرائيل في أكتوبر 2023 والحرب التي تلتها بين إسرائيل وحماس، دعا البعض إلى استقالة رئيس الوزراء نتنياهو، حيث تشير استطلاعات الرأي إلى أن أكثر من 75٪ من الإسرائيليين يعتقدون أنه يجب أن يتنحى. كانت هناك أيضًا دعوات لإجراء انتخابات مبكرة بمجرد انتهاء الحرب. قال وزير العمل يوآف بن تسور إن الانتخابات يجب أن تتم في غضون 90 يومًا من انتهاء الحرب. على الرغم من أنه تراجع لاحقًا عن هذه التصريحات. تشير استطلاعات الرأي إلى أن 64٪ من الإسرائيليين يعتقدون أن الانتخابات يجب أن تتم بمجرد انتهاء الحرب.

## الأحزاب السياسية

### نتائج انتخابات 2022
الجدول أدناه يوضح نتائج انتخابات الكنيست 2022.

### انتخابات القيادة والانتخابات التمهيدية
عقدت بعض الأحزاب انتخابات قيادية لتحديد قياداتها قبل الانتخابات. وستعقد بعض الأحزاب انتخابات تمهيدي قبل الانتخابات الوطنية لتحديد تكوين قائمة أحزابها.

### حزب العمل الإسرائيلي
أعلنت زعيمة الحزب ميراف ميخائيلي في 7 ديسمبر 2023 أنها تدعو إلى انتخابات قيادية مبكرة لن تترشح فيها. وردًا على ذلك، حث رئيس حزب ميرتس تومر ريزنيك حزب العمل على عقد انتخابات تمهيدية مشتركة مع ميرتس.
في 6 مايو أعلن الحزب عن القائمة النهائية للمرشحين للقيادة: يائير جولان، إيتاي ليشيم، عزي نجار، وأفي شاكيد.
فاز جولان بانتخابات القيادة التي عقدت في 28 مايو في 30 يونيو 2024، أعلن حزب العمل وميرتس عن اتفاق للاندماج في حزب جديد، الديمقراطيون، مع جولان كزعيم للحزب الجديد. تمت الموافقة على الاندماج في يوليو من قبل مؤتمر لمندوبي حزب العمل وميرتس.